# Luka Andrade
Braian Luka Andrade (Puerto Madryn, 3 gennaio 2007) è un calciatore argentino, attaccante del Montevideo City Torque.

## Caratteristiche tecniche
Gioca come ala destra e viene paragonato al connazionale Exequiel Zeballos.

## Carriera
Ha iniziato a giocare a calcio nel settore giovanile del River Plate, per poi passare nel 2019 al Boca Juniors. Nel 2025 ha scelto di non firmare un contratto professionistico con gli Xeneizes e di trasferirsi al Montevideo City Torque in Uruguay. Ha debuttato nel calcio professionistico il 9 febbraio nell'incontro di Primera División pareggiato 0-0 contro il Boston River.

## Statistiche

### Presenze e reti nei club
Statistiche aggiornate al 7 marzo 2025.
| Stagione        | Squadra                | Campionato      | Campionato | Campionato | Coppe nazionali | Coppe nazionali | Coppe nazionali | Coppe continentali | Coppe continentali | Coppe continentali | Altre coppe | Altre coppe | Altre coppe | Totale | Totale | Totale |
| Stagione        | Squadra                | Comp            | Pres       | Reti       | Comp            | Pres            | Reti            | Comp               | Pres               | Reti               | Comp        | Pres        | Reti        | Pres   | Reti   |        |
| --------------- | ---------------------- | --------------- | ---------- | ---------- | --------------- | --------------- | --------------- | ------------------ | ------------------ | ------------------ | ----------- | ----------- | ----------- | ------ | ------ | ------ |
| 2025            | Montevideo City Torque | PD              | 4          | 0          | CU              | 0               | 0               | -                  | -                  | -                  |             | -           | -           | 4      | 0      |        |
| Totale carriera | Totale carriera        | Totale carriera | 4          | 0          |                 | 0               | 0               |                    | -                  | -                  |             | -           | -           | 4      | 0      |        |